# Frangy
Frangy là một xã trong tỉnh Haute-Savoie thuộc vùng Rhône-Alpes đông nam Pháp.

## Culture and heritage
- fr:Ferme de Bel-Air, heritage protection as Monument historique since ngày 7 tháng 12 năm 2010. région level importance, formerly called "Inventaire Supplémentaire des Monuments Historiques" (ISMH).[1].